# Семиноли
 Тази статия е за индианското племе.  За филма вижте Семиноли (филм).  
Семинолите (на английски: Seminole) са северноамериканско индианско племе, тясно свързано с микосуките. Семинолите са сравнително ново племе, сформирано в началото на 18 век от бежанци от различни мускогскоговорещи племена.
Докато за микасуките се знае, че са били самостоятелно подразделение на чиаха, то семинолите са сформирани от различни племена чрез етногенезис. В началото на 18 век част от племето окони се премества на юг и формира ядрото на семинолите. След Войната ямаси (1715 – 1717) към тях се присъединяват бежанци от племената ямаси, както и някои апалачикола, калуса, хичити, таматли и избягали негри роби. Към края на 18 век още няколко малки мускогски групи се присъединяват към тях.
Дотогава микосуките все още са доминиращо племе, а езикът Хичити бил основният език. След Крикската война от 1813 – 1814 г. много бежанци от Горните крики утрояват населението в северна Флорида и водещ език става Мускогският.
През 1799 г. семинолите заедно с микосуките имат общо 7 града, които след Крикската война бързо нарастват на над 20. Въпреки нарастването на населението, селищата били доста разпръснати, за да може да се възстановят крикските градове и кланови структури. Селищата били разположени в широк обхват, около река Апалачикола, в Алачуа Плейнс и надолу по крайбрежието около залива Тампа, достигащи чак до днешния Маями.

## Култура
Преди Семинолските войни всеки техен град имал вожд и Съвет на старейшините. След това са сформирани 3 подразделения, 2 микосуки и едно крики като всяко имало главен вожд и Съвет. По принцип поддържали социалните и религиозни структури характерни за криките, но за разлика от крикските градове техните били по-малки и без централен площад, а жилищата им били обикновени дълги домове разделени на две части. До дома имало и друга по-малка постройка подобна на крикските хамбари. След бягството им в Евърглейдс започват да използват прости отворени от страни навеси със сламени покриви и издигнати на платформи заради наводненията.
От друга страна майчините кланове спомогнали да се осигури културната приемственост между различните групи. Основна социална единица не бил градът като при криките, а разширеното семейство. Обработваемите земи се контролирали от клана, а личното имущество можело да бъде прехвърляно в зависимост от индивидуалните желания. Традиционно мъжете се занимавали с лов, риболов и война, а жените се грижели за децата и дома, тъчали платове, шиели дрехи, грижели се за нивите и изработвали кошници и керамични съдове. Многоженството било широко разпространено, ала бракът в рамките на клана бил строго забранен. И двете племена са известни със своето пъстроцветно облекло изработено от еленови кожи и платове. Особено колоритни са женските нанизи от множество мъниста носени на шията.
По време на колониалния период, след като вече и двете племена са се утвърдили като водещи в Северна Флорида и южна Джорджия развиват обширна търговия, както с испанците така и с англичаните. След Американската революция през 1784 г. Великобритания прехвърля източна и западна Флорида на Испания. Испанците позволяват на семинолите да разширят територията си дълбоко навътре в полуострова.

## Американска експанзия и Първа семинолска война
В началото на 19 век американската армия все по-често нахлува в територията на Испания, за да връща избягали роби, които търсели убежище при семинолите. По време на Крикската война Андрю Джаксън става герой. Две години по-късно той навлиза с войски в Северна Флорида. На 21 ноември 1817 г. войските му атакуват село на микосуките в югозападна Джорджия. Някои историци дават тази дата като начало за Първата семинолска война. Седмица след атаката на селото лодка с доставки и с 40 – 50 души на борда е нападната от индианците на река Апалачикола. Повечето от екипажа са убити и когато новината достига до Вашингтон секретарят на Войната, Джон Калхун нарежда на Андрю Джаксън да нахлуе във Флорида и да накаже враждебните индианци. Джаксън събира силите си във Форт Скот на самата граница през март 1818 г. В армията му има 800 редовни войници, по 1000 доброволци от Тенеси и Джорджия, и 1400 воини от Долните крики. На 15 март тази огромна военна сила навлиза във Флорида по река Апалачикола и достига до стария Негро Форт. На мястото на стария форт Джаксън заповядва да се построи новия Форт Гадсдън. След това армията се насочва към езерото Микосуки. На 31 март войските превземат Талахаси, а на следващия ден и селото Микосуки. След това Джаксън предприема масиран поход на юг. На 6 април войските достигат до испанската крепост Сан Марки. Джаксън освобождава испанския гарнизон. След това американците нападат селата съставени предимно от черни роби по река Суони. На 12 април войската се натъква на село на Червените пръчки на река Еконфина. Около 40 воини били убити, а 100 жени и деца заловени. След като армията намира селата по река Суони изоставени, ги опожаряват и се завръща в Сан Марко. Джаксън оставя гарнизон в крепостта, а основните сили се връщат във Форт Гадсдън. На 7 май под претекст че в Пенсакола се събират въоръжени индианци, Джаксън повежда 1000 мъже към града. Испанският губернатор на Западна Флорида протестира остро и заявява, че повечето индианци в Пенсакола са жени и деца, а мъжете са невъоръжени. Джаксън не обръща внимание и на 23 май влиза в града. Малко по-късно испанците предават и Форт Баранкас. Джаксън назначава полковник Уилям Кинг за военен управител на Западна Флорида.
В резултат на похода на генерал Джаксън във Флорида, Испания е принудена да продаде Флорида на САЩ през 1819 г.

## Втора семинолска война
През 1821 г. Андрю Джаксън е назначен като губернатор на Флорида, но само след 3 месеца подава оставка. През 1823 г. новото правителство на Флорида решава да затвори семинолите в един голям резерват в централната част на полуострова. В началото на септември 1823 г. 425 изтъкнати семиноли се срещат с американски комисари в Моултри Крийк за обсъждане на въпроса. До 1826 г. повечето семиноли са в резервата и от началото на 1827 г. армията съобщава, че всички индианци са в резервата и обстановката в региона е спокойна.
През 1828 г. старият враг на семинолите Андрю Джаксън е избран за президент и прокарва Закона за премахване на индианците на следващата година. Закона е ратифициран от Конгреса през 1830 г. и правителството предприема действия за изгонването на индианците на запад от Мисисипи. Във връзка с това през пролетта на 1832 г. вождовете на семинолите са повикани на среща с комисари в Ландинг Пейн на река Оклауаха. Новият договор предлага на семинолите да се преместят на запад, на земя, която сами си изберат и харесат. За целта 7 от вождовете са изпратени на запад да одобрят новата им родина. След завръщането им в началото на 1833 г. те подписват декларация, че земята е хубава и се съгласяват да се преместят с хората си. Останалите вождове отказват да признаят договора, но повечето от хората живеещи по река Апалачикола са убедени от комисарите да се преместят. Въпреки несъгласието на останалите, Конгресът ратифицира договора от Ландинг Пейн през април 1834 г. и на племето е даден срок да организират преместването си. Въпреки увещанията и заплахите, вождовете остават непреклонни в решението си да не се местят. Виждайки, че няма да се разреши въпроса по мирен начин, властите във Флорида започват да се готвят за война с индианците. Отношенията се влошават след схватката при Хикъри Синк, където група заселници напада индианци под претекст, че са им откраднали говедата. На 28 декември 1835 г. подразделение от 110 войници под командването на майор Дейд са нападнати от засада и убити. През следващите няколко месеца са организирани големи военни подразделения, за да се справят със семинолите. Междувременно атаките на индианците парализират целия полуостров. На 21 ноември 1836 г. в битката при Уху Суомп индианските воини успяват да отблъснат над 2500 войници. Междувременно като главнокомандващ на войските във Флорида е назначен генерал Томас Джесъп. През януари 1837 г. неговата армия от 9000 мъже, повечето от които доброволци, започва адекватни действия и до края на месеца някои вождове вече искат примирие. До май повечето от главните вождове капитулират. Борбата продължават само Оцеола и Сам Джонс (Абиака, Арипека). Оцеола е пленен през лятото и умира в затвора. Тези, които отказали да се предадат, избягали на юг и продължили борбата. През 1840 г. и 1841 г. армията постепенно излавя непокорните и ги изпраща на запад. В началото на 1842 г. военният командир на Флорида получава нареждане да остави семинолите на мира, да ги затвори в неформален резерват в югозападна Флорида и да обяви край на войната. През ноември 1843 г. военното командване съобщава, че във Флорида са останали само 95 воини семиноли и 200 жени и деца, които вече не са заплаха. Войната струва на американците твърде скъпо, 40 милиона долара и 1500 жертви.

## Трета семинолска война
С установяването на мира се увеличават заселниците и съответно натискът върху властите за все повече земя. Заселниците все повече се приближават до индианския резерват, вследствие на което се увеличават стълкновенията. След няколко схватки армията отново пристига, този път с намерението да прочисти полуострова от индианци. През февруари 1850 г. 74 семиноли са изпратени на запад. До 1855 г. над 700 войници кръстосват полуострова и системно излавят индианците. Заловените веднага са изпращани на запад. Притиснати от войските в Евърглейдс, до 1858 г. размирните индианци се предават и веднага са изпратени на запад. Тези, които останали настрани от войната, били оставени на мира.

## Следвоенен период и съвременно развитие
Малките индиански популации, които оцелели в южна Флорида, са оставени необезпокоявани за дълго време. Хората се опитали да запазят своя начин на живот, но бързо променящата се среда около тях ги кара да се адаптират към бялата култура. В началото на 20 век тези групички са съсредоточени в 5 лагера в Евърглейдс. Тези, които говорели мускогски, се установили в северната част на Евърглейдс, близо до Кау Крийк. Впоследствие стават известни като Кау Крийк семиноли. Пред 1930 г. Кау Крийк семинолите получават 5000 акра земя за резерват. Впоследствие са създадени общо 6 резервата: Биг Сайпръс (212 км²), Брайтън (148 км²), Холивуд (2 км²), Имокали, Тампа и Форт Пиърс. От началото на 1940-те племето започва да се мести в тях.
В Оклахома 3000 семиноли и 800 черни роби, докарани тук след Втората семинолска война, са заселени в територията на криките. След множество протести и искания, през 1855 г. им е даден собствен резерват от 1500 км² между реките Канейдиън и Норт Канейдиън. По време на Гражданската война в редиците им настъпва разцепление, едни подкрепят Съюза, други Конфедерацията. След войната правителството сключва споразумения само с лоялните семиноли. През 1909 г. земите на резервата са разпределени сред отделните домакинства, остатъкът е продаден. След 1934 г. племето създава ново правителство и започва нов етап на развитие.
През 1946 г. Министерството на вътрешните работи създава Индианската комисия по обезщетенията, чиято работа е да изплати обезщетения на федерално признатите племена за отнетите им земи. Племената трябва да подадат жалби с искове до комисията до август 1961 г. И двете племена в Оклахома и Флорида правят това независимо едно от друго. Заради еднаквите претенции комисията отказва да разгледа исковете. Двете племена се споразумяват и в крайна сметка получават общо 16 милиона долара за отнетите им 24 милиона акра земя. Същата година двете групи започват да спорят за разпределението на парите. Според съдебното решение, обвързано с броя на населението, тези в Оклахома трябва да получат 3/4 от сумата. Федералното правителство отказва да плати обезщетението, докато траят съдебните дела. След дълги преговори двете групи стигат до споразумение и през 1990 г. получават общо 46 милиона долара. Днес семинолите в Оклахома контролират 145 км² земя в окръг Семиноли в южна Оклахома. Племето развива ефективен туризъм, хазартен бизнес и търговия. За 2010 г. доходът на племето е в размер на 81 милиона долара. От близо 19 000 семиноли записани в Оклахома, близо 14 000 живеят в щата. Семинолите във Флорида са много по-добре развити икономически като генерират годишен оборот от над милиард долара. Племето има над 2000 записани членове.